# Amer (Girona)

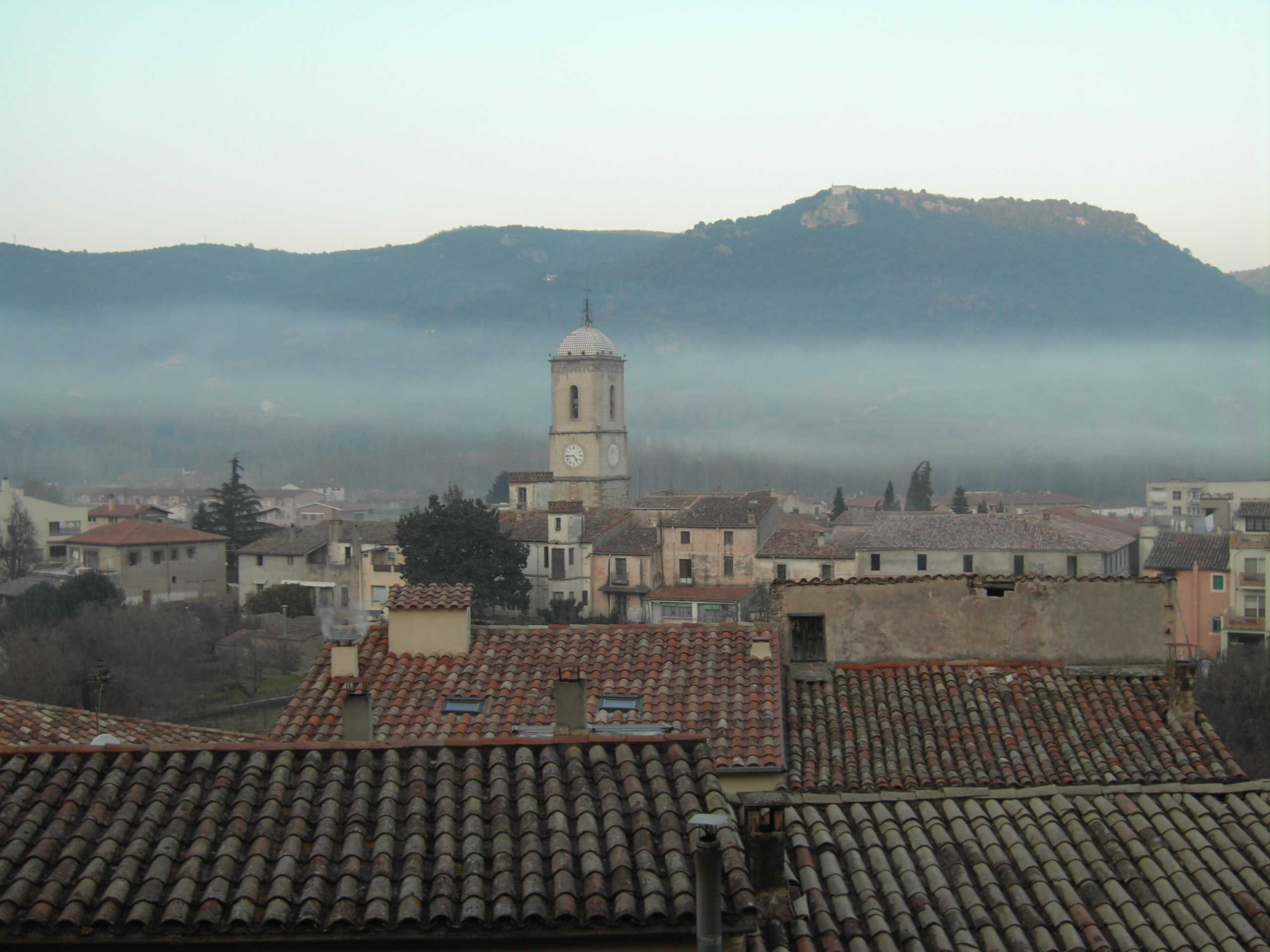
Panorama

Amer is een gemeente in de Spaanse provincie Girona in de regio Catalonië met een oppervlakte van 40 km². Amer telt 2.260 inwoners (1 januari 2016).

## Demografische ontwikkeling
Bron: INE, 1857-2011: volkstellingen
Opm.: In 1983 werd Sant Julià del Llor i Bonmatí een zelfstandige gemeente

## Geboren in Amer
- Arnau Descolomer (?-1410), 10de president van de Generalitat de Catalunya van 1384 tot 1389
- Carles Puigdemont (1962), politicus, 130ste president van de Generalitat de Catalunya